# Wikipédia en romanche
Wikipédia en romanche (en romanche : Vichipedia rumantscha) est l’édition de Wikipédia en romanche, langue rhéto-romane parlée dans le canton des Grisons en Suisse. L'édition est lancée officiellement en juin 2004 et dans les faits en décembre 2004. Son code est : rm.
Au 20 mars 2025, l'édition en romanche contient 3 783 articles et compte 21 716 contributeurs, dont 25 contributeurs actifs et 3 administrateurs.

## Présentation
L'édition en romanche a été créée par deux frères originaires du canton des Grisons, Gion-Andri et Martin Cantieni,.

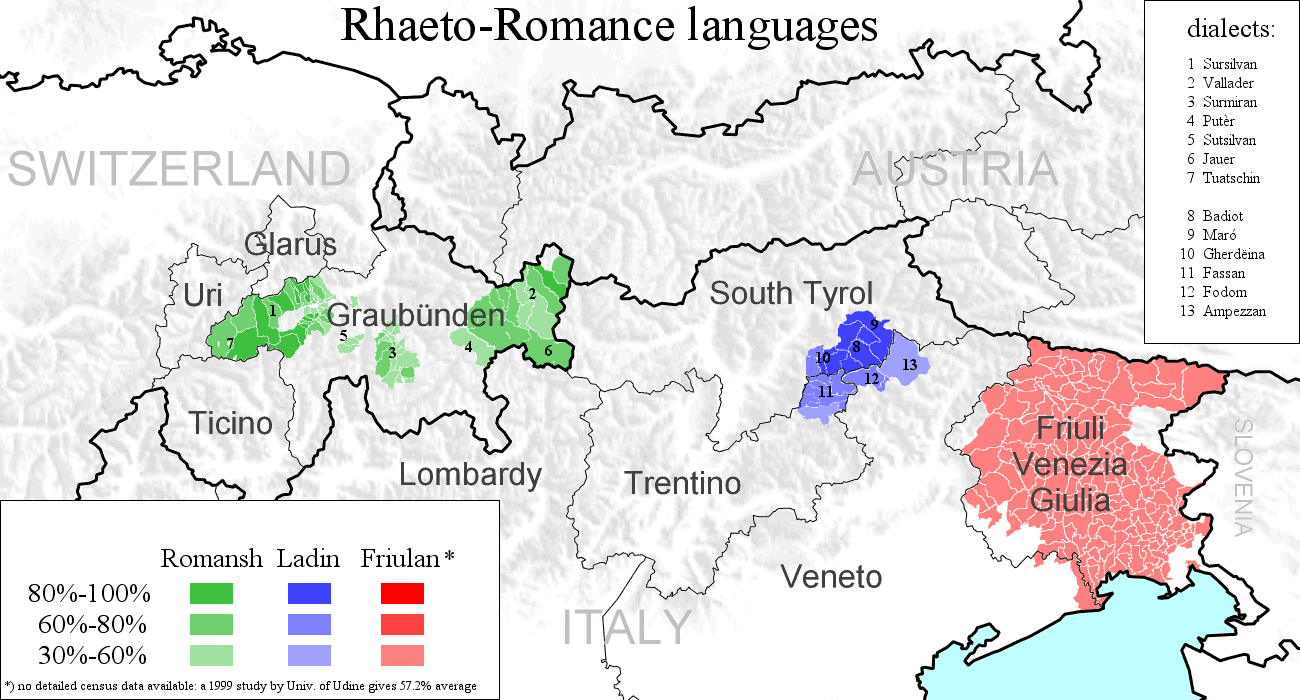
Aire de diffusion du romanche au sein des langues rhéto-romanes.
Aire de diffusion du romanche dans le canton des Grisons romanche  allemand  italien

## Statistiques
- En février 2009, l'édition en romanche compte quelque 3 100 articles et 1 400 utilisateurs enregistrés. Le 8 janvier 2012, elle compte 3 299 articles.
- Le 28 octobre 2022, elle contient 3 757 articles et compte 18 791 contributeurs, dont 18 contributeurs actifs et 3 administrateurs.
- Le 7 septembre 2024, elle contient 3 774 articles et compte 21 115 contributeurs, dont 28 contributeurs actifs et 3 administrateurs.